# 布爾薩科

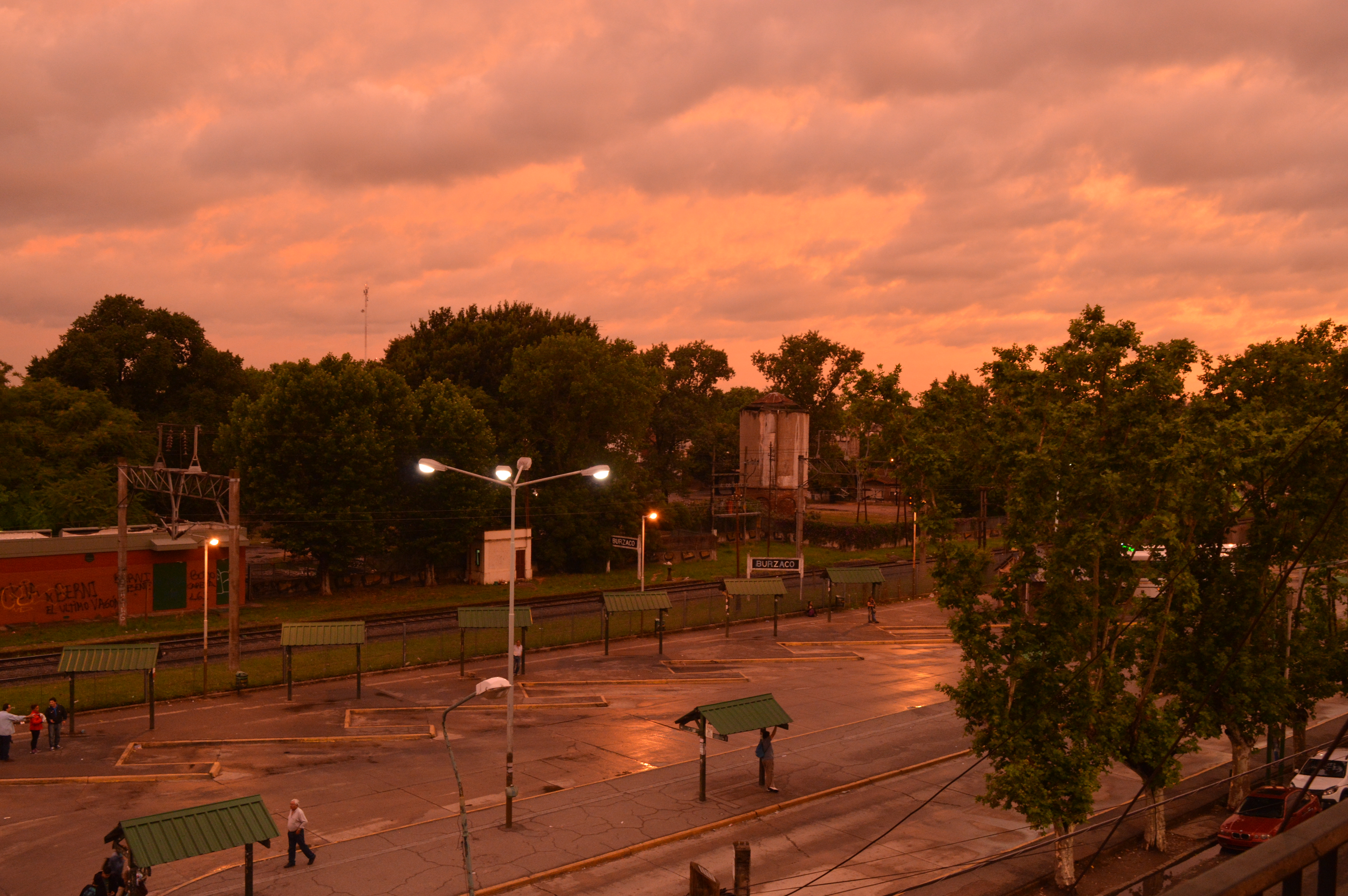
布爾薩科

布爾薩科（Burzaco）是阿根廷的城市，位於該國東部，距離首都布宜諾斯艾利斯27公里，由布宜諾斯艾利斯省負責管轄，始建於1865年8月14日，面積23平方公里，海拔高度25米，2001年人口86,113。

## 外部連結
- （西班牙文） Municipal website （页面存档备份，存于）
- （西班牙文） Burzaco-OnLine